# Readout integrated circuit

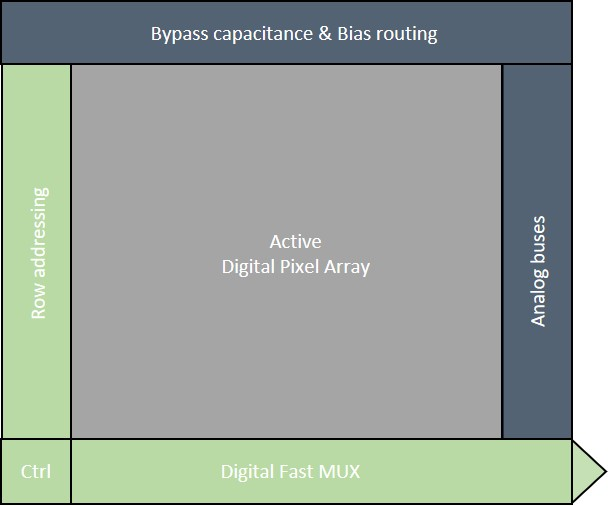
Circuit intégré de lecture de pixels numériques (DPROIC).

Un circuit intégré de lecture (en anglais Readout Integrated Circuit ou ROIC) est un circuit intégré spécifiquement conçu pour lire des détecteurs d'un type particulier. Ils sont compatibles avec différents types de détecteurs tels que ceux pour l'infrarouge ou l'ultraviolet. Le rôle principal du ROIC est d'accumuler le photocourant de chaque pixel et de transférer le signal résultat aux broches de sortie pour la lecture. La technologie des ROIC conventionnels stocke la charge de chaque pixel puis dirige le signal vers les broches de sortie. Ceci requiert de stocker la charge au niveau de chaque pixel et de maintenir le rapport signal sur bruit (ou la gamme dynamique) pendant que le signal est lu et numérisé.